# Matthew Lloyd
Matthew Lloyd (født 24. maj 1983) er en australsk tidligere  professionel cykelrytter. I 2008 blev han australsk mester i landevejscykling.